# ラスグッラ

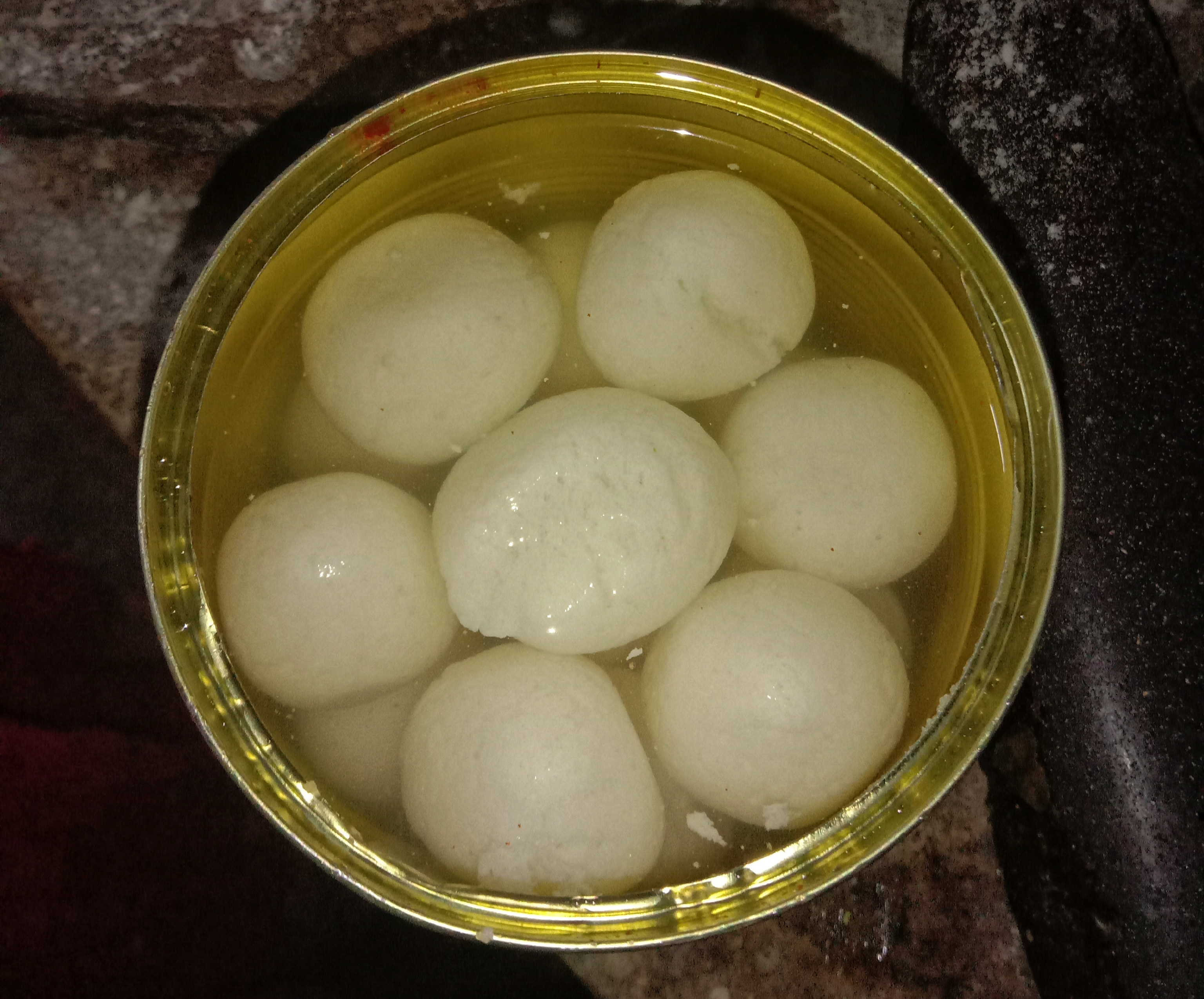
ラスグッラの例

ラスグッラ（ベンガル語: রসগোল্লা、Rasgulla）は、インドの菓子。インドでは「スイーツの王様」と呼ばれ、人気が高い。
チェナー（インドのチーズの一種）と小麦粉を丸め、スパイスや香料を効かせた甘いシロップで煮た料理である。
インドの菓子であるグラブ・ジャムンと同様に甘い。業務用缶詰のラスグッラとグラブ・ジャムンを比べると、揚げてあるグラブ・ジャムンよりもスポンジ状になっているラスグッラのほうがシロップの吸収量が多いので甘い、ただし含まれるシロップを絞ればラスグッラのほうがあっさりしていると言われている。日本の食物より格段に甘いという意見もあり日本人には食べ慣れない味であるとされている。

## 発祥
西ベンガル州とオディシャ州の両州が発祥地と主張し、2016年頃から争いを行っていたが、歴史家の意見を踏まえてインド商工省は2017年11月14日に東部西ベンガル州が発祥地であると裁定を下し、地理的表示を付与することを発表した。